# Manitoba Census Division No. 21
Die Census Division No. 21 in der kanadischen Provinz Manitoba gehört zur North Region. Sie hat eine Fläche von 43196,7 km² und 21.983 Einwohner (Stand: 2016). 2011 betrug die Einwohnerzahl 21.393.

## Census Subdivisions
Im Folgenden die "Census Subdivisions" („Zensus-Untergliederungen“) der Division No. 21 mit Stand vom Census 2016.
- Chemawawin 2 (Indian reserve)
- Division No. 21, Unorganized (Unorganized)
- Flin Flon (Part) (City)
- Grand Rapids (Town)
- Grand Rapids 33 (Indian reserve)
- Kelsey (Rural municipality)
- Moose Lake 31A (Indian reserve)
- Opaskwayak Cree Nation 21A (Indian reserve)
- Opaskwayak Cree Nation 21B (Indian reserve)
- Opaskwayak Cree Nation 21C (Indian reserve)
- Opaskwayak Cree Nation 21E (Indian reserve)
- Opaskwayak Cree Nation 21I (Indian reserve)
- Snow Lake (Town)
- The Pas (Town)